# Verdamp lang her
Verdamp lang her ist ein Rocksong der Band BAP, der 1981 veröffentlicht wurde. Der Text stammt von Wolfgang Niedecken, die Musik von Niedecken und Klaus Heuser.
Der Song war der erste überregionale Hit der Band. Bis heute wird der Song live gespielt.

## Hintergründe und Entstehung

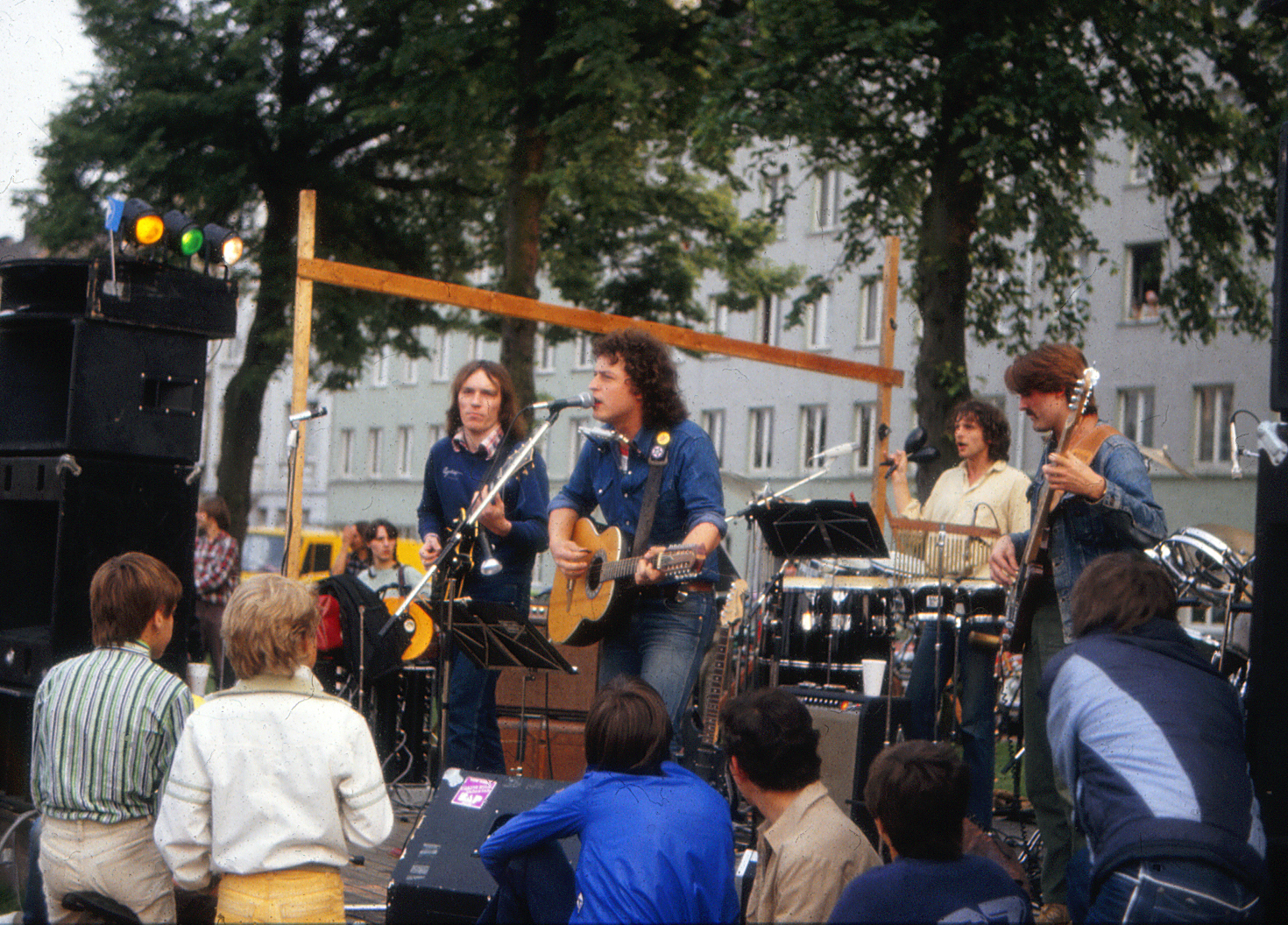
BAP (1980)

Der Text wurde im März 1981 geschrieben, der Song im Juli 1981 fertiggestellt.
Niedecken schrieb den Text um den Rosenmontag 1981, an dem er mit seiner Freundin Carmen vor dem Kölner Karneval in den fränkischen Ort Morlitzwinden flüchtete. Er versuchte, den Tod seines rund sechs Monate zuvor verstorbenen Vaters zu verarbeiten. Nach zwei Tagen stand der Text.
Die übrigen Bandmitglieder fanden den Text zu schwermütig, so dass eine Übernahme auf das Album Für usszeschnigge! lange fraglich blieb, zumal der Refrain noch fehlte. Der BAP-Gitarrist Klaus Heuser hatte schließlich die Idee, den Textanfang zum Refrain zu machen.

„Was machen wir jetzt mit dem Lied von meinem Vatter? Da sagte der Major, Klaus Heuser: ‚Wat willste denn damit machen? So vielleicht?‘ Und dann spielte er dieses Police-Lick: ditditditditditditditdit, wie ’ne Nähmaschine und dann sang er den Refrain, der ja noch fehlte, auf die naheliegendsten Refrain-Harmonien: ‚Verdamp lang her, verdamp lang, verdamp lang her‘. Alle gucken und sagen: ‚Ja, lass uns das mal probieren.‘ … Man muss sich das mal vorstellen: Der Refrain kommt in dem Lied erst nach der vierten Strophe – nach heutigen Radioformat-Kriterien: unmöglich.“

Wolfgang Neumann, DJ beim WDR, spielte Verdamp lang her, obwohl es keine Single war, in einer Sendung, in der Singles vorgestellt wurden.

„Und dann ging es los. Wir mussten uns tierisch beeilen, das Ding endlich als Single rauszubringen, wir hatten nicht mal ein Foto fürs Cover und haben dann ein Live-Foto draufgedruckt, unglaublich.“

Durch Verdamp lang her erhielt die Band ein Angebot vom Rockpalast, mit mehreren Neue-Deutsche-Welle-Bands in der Dortmunder Westfalenhalle aufzutreten. Auch die Möglichkeit, 1982 als Vorgruppe der Rolling Stones zu spielen, kam durch das Lied zustande.

## Inhalt

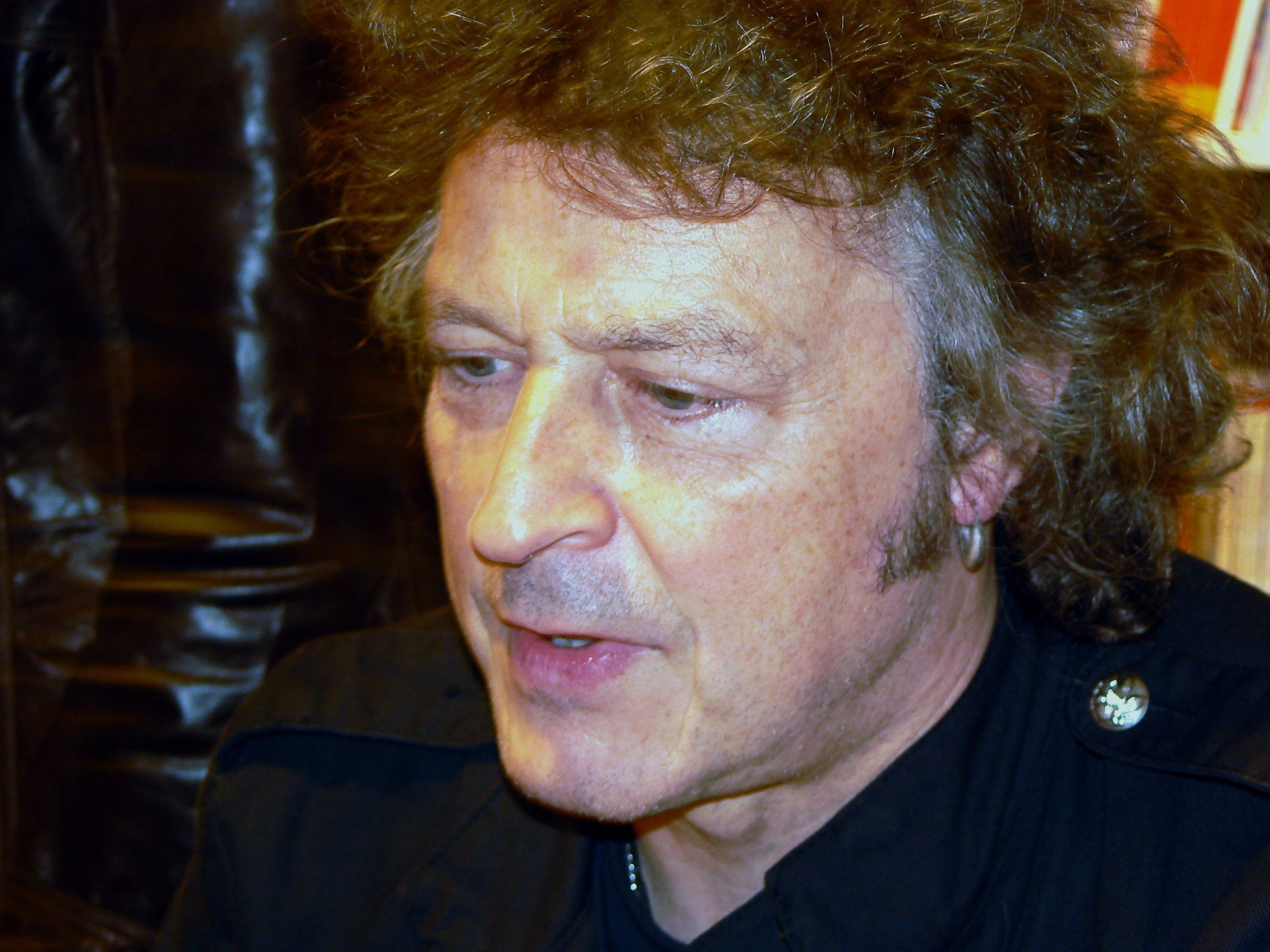
Wolfgang Niedecken (2006)

Die ersten Strophen enthalten Reflexionen über den Zustand von Niedecken. Nach dem Refrain geht es um die Sprachlosigkeit, in der sich Vater und Sohn Niedecken zum Schluss befanden, und ein Bedauern darüber.

„Auch schon vor seinem Tod bin ich immer rumgelaufen mit dem Gedanken: Wie können wir das nochmal hinbekommen? Dann war er tot.“

„Man muss sich nichts vormachen, das zufällige Erfolgsding von ‚Verdamp lang her‘ ist natürlich, dass jeder seine eigene Geschichte da reininterpretiert.“

## Veröffentlichung und Rezeption
Die Single erschien im Oktober 1981 bei Musikant/EMI Electrola und im selben Monat auch auf dem Album Für usszeschnigge! Sie erreichte Platz 13 der deutschen Charts und war 22 Wochen platziert. Auf der B-Seite befindet sich der Song Waschsalon.